# Бахрам (кушаншах)

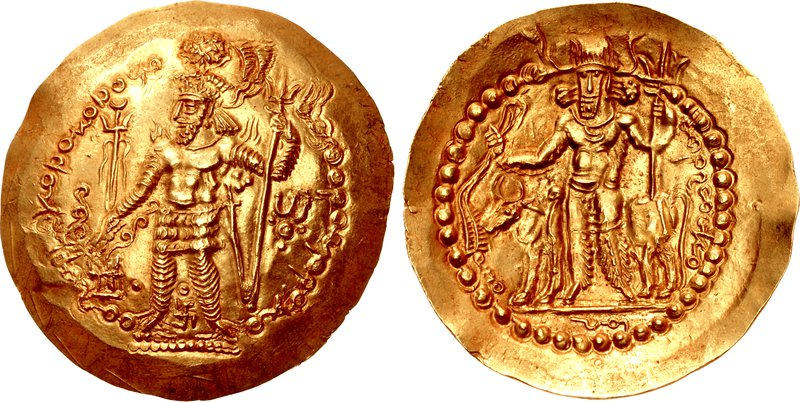
Монета Бахрама I

Бахрам I (д/н — 365) — 6-й кушаншах у 330—365 роках.

## Життєпис
Походив з династії Сасанідів. Ймовірно був сином або іншим родичем кушаншаха Пероза II. 330 року після смерті того посів трон. Втім вимушен був під тиском перського шахиншаха Шапура II поступитися областю Гандхара з містами Кабул, Пурушапура і Капіса.
Вже невдовзі стикнувся з однією з груп хіонітських племен — кідарити. Протягом 340-х років останні встановлюють зверхність над кушаншахом. Про це свідчить карбування на монетах Бахрама I тамги кідаритів. До початку 350-х років Бахрам I втратив будь-яку владу, залишаючись номінальним правителем. 365 року його було повалено кідаритами на чолі із Кідарою, що прийняв титул кушаншаха.